# Kineo CAM
Kineo Computer Aided Motion (Kineo CAM) è un'azienda francese con sede a Tolosa. Nel 2007, la società ha vinto il Premio Europeo ICT grazie a KineoWorks e alla sua tecnologia di pianificazione automatica del movimento e del calcolo di traiettoria.
KineoWorks è un componente software dedicato alla pianificazione del moto, che consente il movimento automatico di un sistema meccanico o di un oggetto virtuale in un ambiente 3D, garantendo l'assenza di collisioni e rispettando i vincoli delle leggi del moto.
KCD è una libreria software all'avanguardia per la rilevazione di collisioni, dotata di un'Interfaccia di Programmazione di Applicazione (API) orientata agli oggetti.
La libreria è inclusa in KineoWorks, ma può anche essere utilizzata in modo indipendente. Ha un'architettura gerarchica con tipi di dati eterogenei, basata su un modello di progetto composito e adatta a modelli 3D di larga scala.
I mercati principali di Kineo CAM includono la gestione del ciclo di vita del prodotto (PLM), i sistemi CAD/CAM, la robotica e le macchine di misura a coordinate (CMM).
Creata nel 2000, Kineo CAM ha beneficiato di 15 anni di ricerca presso il Laboratorio d'Analisi e Architettura dei Sistemi LAAS-CNRS. Nel 2012, l'azienda è stata acquisita dalla Siemens.

## Riconoscimenti e premi
- ̽̈2000: vincitrice del concorso nazionale di innovazione del Ministero francese della Ricerca e Tecnologia.[4]
- 2005: Kineo CAM riceve la Ricompensa dell'Innovazione IEEE/IFR per Realizzazione Notevole nella commercializzazione della Tecnologia Robotica e Automazione Innovativa.[4]
- 2006: riconosciuta da Daratech con il titolo di tecnologia emergente al Daratech SUMMIT 2006 insieme ad altre otto società innovative americane.
- 2007: premio ICT di innovazione dalla Commissione Europea e dal Consiglio Europeo delle Scienze Applicate, Tecnologie e Ingegneria.[5]
- 2007: premiata come Innovatore Internazionale dal Consiglio Regionale di Midi-Pyrénées.[6]